# Jean-Pierre Hocké

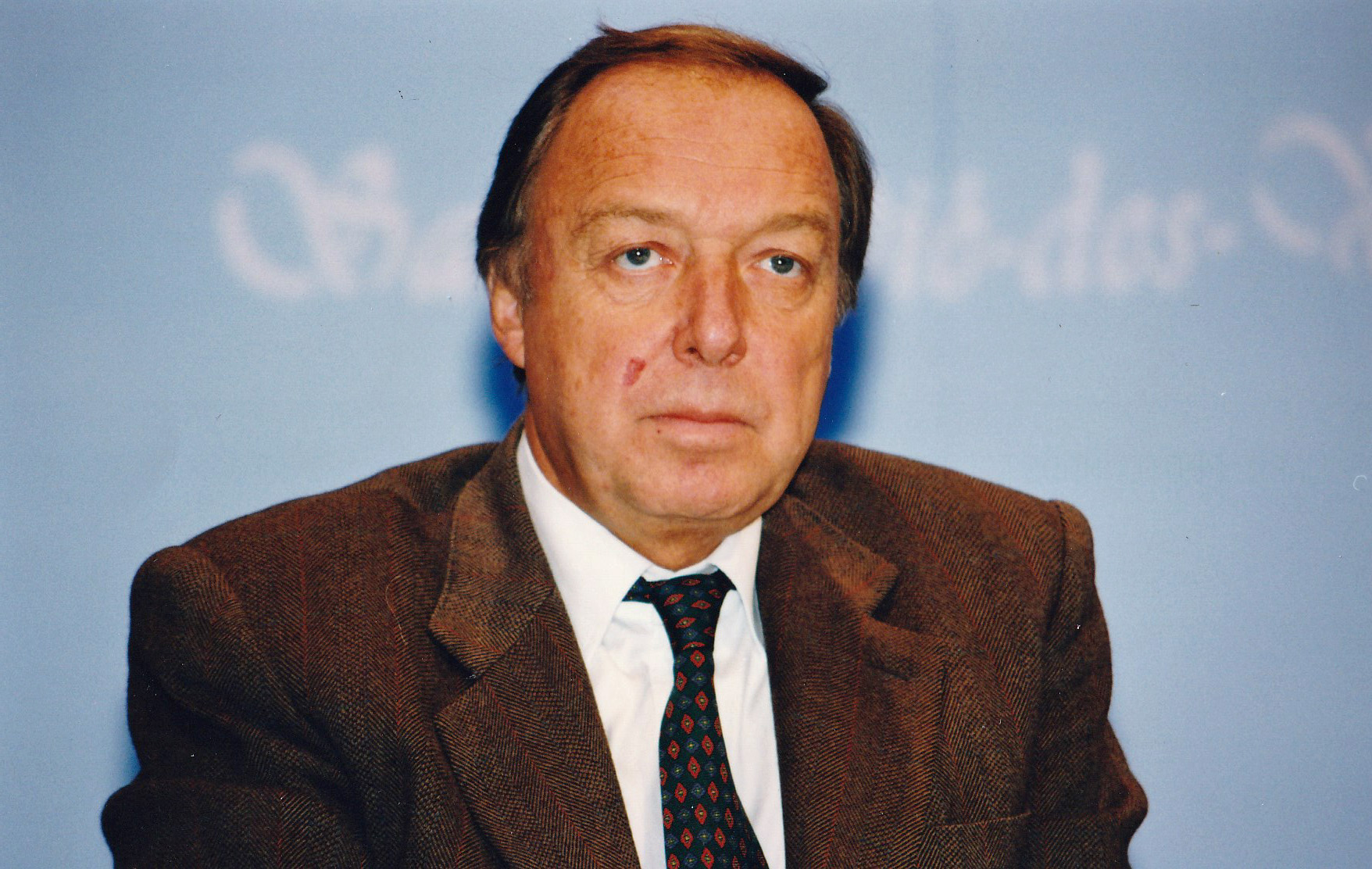
Jean-Pierre Hocké (1996)

Jean-Pierre Hocké (* 31. März 1938 in Lausanne; † 26. Juli 2021 ebenda) war ein Schweizer Diplomat und Hoher Flüchtlingskommissar der Vereinten Nationen.

## Leben

### Vorleben
Der Waadtländer Jean-Pierre Hocké verbrachte seine gesamte Schul- und Studienzeit in seiner Geburtsstadt und erwarb 1961 an der Universität Lausanne ein Diplom in Wirtschaftswissenschaften. Er arbeitete zunächst als Handelslehrer an einem Gymnasium sowie in der Privatwirtschaft. Drei Jahre lang war er in Nigeria als Handelsagent für eine grosse französische Import-Export-Gesellschaft tätig. Ab 1968 arbeitete er für das Internationale Komitees vom Roten Kreuz (IKRK), wurde 1973 Generalbeauftragter des IKRK für den Mittleren Osten und von 1976 bis 1979 Direktor der Operationsabteilung des IKRK. In dieser Funktion managte er alle Feldeinsätze des IRK.
Persönlich hatte Hocké Missionen im Libanon und in Jordanien (1973), Zypern (1974), Angola (1975 und 1981), Vietnam (1975–1978) und Kambodscha (1979–1980) sowie in Lateinamerika (1982) und in Äthiopien (1984) geleitet. Internationale Kritik riskierte er 1979/80, als sich das IKRK mit Hilfsgüteroperationen für die Flüchtlinge an der thailändischen Grenze engagierte und nur mit Mühe einer Versorgung der militärischen Lager der Roten Khmer entziehen konnte.
Hocké galt als durchsetzungsstark, entscheidungsfreudig und ideenreich und war unter Genfer Journalisten beliebt, obwohl er nicht zum politischen Establishment der Schweiz gehörte.

### Hochkommissar für Flüchtlinge

#### Wahl
Nach schwierigen internationalen Abstimmungen wurde Hocké Ende 1985 auf amerikanischen Vorschlag zum Leiter des UNO-Hochkommissariats für das Flüchtlingswesen (UNHCR) gewählt, wobei er sich unter anderem gegen den späteren UNO-Generalsekretär Boutros-Ghali durchsetzte. Andere Mitbewerber waren der Niederländer Max van der Stoel, der Norweger Tom Vraalsen, der Schwede Carsten Thunborg und der Finne Martti Ahtisaari. Besonders die Vereinigten Staaten hatten sich im Vorfeld für Hockés Wahl starkgemacht, da sich die Reagan-Administration von ihm eine Senkung des amerikanischen Beitrags zum UN-Haushalt erhoffte. Mit Hocké übernahm zum dritten Mal ein Schweizer das Amt des Hochkommissars für Flüchtlinge und damit eine führende Position in einer Nebenorganisation der Vereinten Nationen, obwohl die Schweiz damals selbst noch nicht Mitglied der Vereinten Nationen war.

#### Amtsdauer
Am 1. Januar 1986 wurde er von UNO-Generalsekretär Javier Pérez de Cuéllar als Nachfolger des 72-jährigen Dänen Poul Hartling, der das Amt sieben Jahre lang ausgeübt und auf eine weitere Amtszeit verzichtet hatte, zum Hohen Flüchtlingskommissar der Vereinten Nationen ernannt. Er bekleidete das Amt über zwei Wahlperioden bis zu seinem Rücktritt zum Jahresende 1989.

#### Tätigkeit
Während seiner Amtszeit dauerte die Krise um Flüchtlinge aus Indochina, die sogenannten Boatpeople, weiter an. Der umfassende Handlungsplan, der in dieser Zeit erarbeitet wurde, begründete zum einen Verfahrensbestimmungen für einen regionalen Flüchtlingsstatus sowie die Förderung einer freiwilligen Rückkehr nach Vietnam.
Des Weiteren spielte er eine wichtige Rolle bei der Implementierung des «CIREFCA-Prozesses» in Zentralamerika (Conferencia Internacional sobre Refugiados Centroamericanos, Zentralamerikanische Flüchtlingskonferenz), um den Frieden in dieser Region zu konsolidieren. Die Ausweitung von Hilfestellungen erfasste dabei nicht nur Rückkehrer, sondern auch die im weiteren Sinne von den Kämpfen und Auseinandersetzungen betroffene Bevölkerung.
Ausserdem war das von ihm geleitete UNHCR massgeblich für die Errichtung und Verwaltung grosser Flüchtlingslager für äthiopische Flüchtlinge im Sudan sowie für somalische Flüchtlinge in Äthiopien verantwortlich. Hocké scheute nicht davor zurück, die Unterstützung der somalischen Lager zeitweilig auszusetzen, als er erfuhr, dass die somalische Regierung die Anzahl der in ihren Lagern versorgten Menschen doppelt so hoch wie real angegeben hatte, um Hilfsgelder für die Ausrüstung ihrer Armee abzuzweigen.
Hocké drängte die UN-Verantwortlichen und Geberländer, mehr Anstrengungen zur Beseitigung von Fluchtursachen zu unternehmen. Es sei nicht genug, Nachbarländer zur Aufnahme und Asylgewährung aufzufordern, um chronische Flüchtlingskrisen wie den Daueraufenthalt afghanischer Flüchtlinge in Pakistan zu beenden. Vielmehr gelte es, Armut und Verfolgungen in den Herkunftsländern effektiv zu bekämpfen. Hockés Amtszeit fiel in eine Phase, in der die Grossmächte aufgrund der Entspannung zwischen den Blöcken zunehmend das Interesse an den im Rahmen des Kalten Krieges geführten Stellvertreterkriegen wie beispielsweise in Afghanistan verloren. Regierungen wie die der USA zeigten deshalb immer weniger Bereitschaft, Geld für die politisch nicht mehr interessanten Flüchtlingsbelange bereitzustellen, und versuchten ihre Beiträge zurückzufahren.
Ein Besuch in der Bundesrepublik Deutschland im November 1987 beeindruckte ihn positiv. Im Januar 1988 liess er daraufhin eine Auflage von 140.000 Exemplaren der UNO-Zeitschrift Refugee einstampfen, weil ihm eine kritische Reportage über die deutsche Asylpolitik missfiel. Flüchtlingsorganisationen warfen Hocké vor, er zeige zu viel Verständnis für die restriktive Flüchtlingspolitik mancher Länder und setze sich zu wenig für den Rechtsschutz der Asylsuchenden ein.
Kritisch wurde auch in der Rückschau die Rolle Hockés und des UNHCR für die Behandlung der vietnamesischen Flüchtlinge in Hongkong bewertet, von denen viele die Amerikaner im Vietnamkrieg unterstützt hatten. Tausende Vietnamesen wurden trotz Verfolgungsrisiken in ihrer Heimat zwangsrepatriiert, weil die Aufnahmekapazität der kleinen britischen Kronkolonie erschöpft war. Hocké bezeichnete die Rückführung dieser Flüchtlinge 1989, als sich das UN-Flüchtlingshilfswerk mitten in einer schweren Finanzkrise befand, als „einzige realistische Alternative zur unbegrenzten Angewiesenheit auf Hilfsgüter“.

#### Sturz
Nach der insgesamt enttäuschenden Amtszeit seines Vorgängers waren in Hocké sehr grosse Erwartungen gesetzt worden. Trotz erfolgreicher Arbeit verschlechterte sich das Arbeitsklima innerhalb des UNHCR jedoch bald nach seinem Amtsantritt merklich, da vielen Mitarbeitern und Projektverantwortlichen sein Führungsstil missfiel und er Politiker und Mitarbeiter durch eigenwillige Massnahmen vor den Kopf stiess. Hintergrund für die Widerstände war unter anderem auch sein Versuch, die verbürokratisierte Behörde zu reorganisieren. Auch waren weniger Mittel eingeworben als ausgegeben worden, sodass der UNHCR erstmals in seiner Geschichte ein Haushaltsdefizit ausweisen musste (1988 ca. 7 Millionen US-Dollar, 1989 ca. 40 Millionen US-Dollar, das entsprach rund 170 Millionen D-Mark). Die Amerikaner liessen Hocké fallen, als er seinen Vize Gene Dewey entmachtete, einen Versorgungs- und Logistikexperten des US-Militärs, der die Ernennung Hockés massgeblich betrieben hatte. Schon seine Wiederwahl 1988 war dementsprechend kontrovers.
Schliesslich kam es 1989 zur sogenannten «Affäre Hocké»: Unzufriedene UNHCR-Mitarbeiter spielten einem Schweizer Fernsehteam ein diskreditierendes Dossier über den UNO-Flüchtlingshochkommissar zu. Daraufhin wurde eine Medienkampagne gegen ihn wegen angeblich missbräuchlicher Verwendung der Gelder aus einem dänischen Fonds für persönliche Zwecke lanciert. Im Herbst 1989 legte der Exekutivrat des UNHCR Hocké einen Sparplan auf und ordnete eine gründliche Untersuchung der Ausgaben seiner Behörde an, doch konnte das Vertrauen in die Leitung nicht wiederhergestellt werden. Hocké, der die Ausgaben nicht bestritt, allerdings für legitim und mit seinem Vorgänger abgestimmt hielt, trat Ende Oktober unter dem Druck der durch einen blossstellenden «Rundschau»-Beitrag ausgelösten internationalen Kritik zurück. Zu seinem Nachfolger wurde am 20. November 1989 der norwegische UN-Botschafter Thorvald Stoltenberg berufen, der das Amt zum 1. Januar 1990 übernahm.
Jean-Pierre Hocké unterstrich bis zuletzt die angebliche Freiwilligkeit seines erzwungenen Rückzugs. Später sprach er von einem «Dolchstoss», der seine Flüchtlingsarbeit beendet habe. Während die Kritik an Hocké vor allem aus den westlichen Industrieländern kam, sahen einige Entwicklungsländer in der Affäre den Versuch der reichen Länder, die Flüchtlingsprogramme zu beschneiden, und befürchteten Kürzungen der humanitären Hilfen. Im Kontrast zu anderen Agenturen der Vereinten Nationen war die Affäre Hocké bis über die 1990er Jahre hinaus der einzige ernsthafte öffentliche Skandal, den das UN-Hochkommissariat für Flüchtlinge in seiner Geschichte seit 1950 erlebt hatte.

### Nachleben
Hocké befasste sich auch in späteren Jahren noch mit Flüchtlingsfragen, wie zum Beispiel 2006 bei der Volksabstimmung zum Schweizerischen Asylgesetz oder im November 2010 mit den Plänen der Schweizerischen Volkspartei zur «Ausschaffung krimineller Ausländer» aus der Schweiz. Er exponierte sich viele Jahre auch als Mitglied des Patronatskomitees der Zürcher Limmat Stiftung, einer dem Opus Dei zugeordneten internationalen Finanzierungsorganisation. Er starb im Sommer 2021 nach kurzem Aufenthalt im Waadtländer Universitätsspital in Lausanne.

## Ehrungen
In seiner Eigenschaft als Hoher Flüchtlingskommissar der Vereinten Nationen nahm Hocké 1986 den Balzan-Friedenspreis entgegen.